# Луций Мумий Феликс Корнелиан
Луций Мумий Феликс Корнелиан (на латински: Lucius Mummius Felix Cornelianus) е политик и сенатор на Римската империя през 3 век.

## Биография
Фамилията му произлиза от Италия или Испания.
Феликс е през 218 г. decemvir stlitibus iudicandi, sevir equitum Romanorum turmae II (водач на ескадрон от римски конници). Като императорски кандидат той става през 225 г. квестор, 227 г. народен трибун и през 230 г. претор. През 237 г. Феликс е консул заедно с Луций Марий Перпету.